# 綱坂

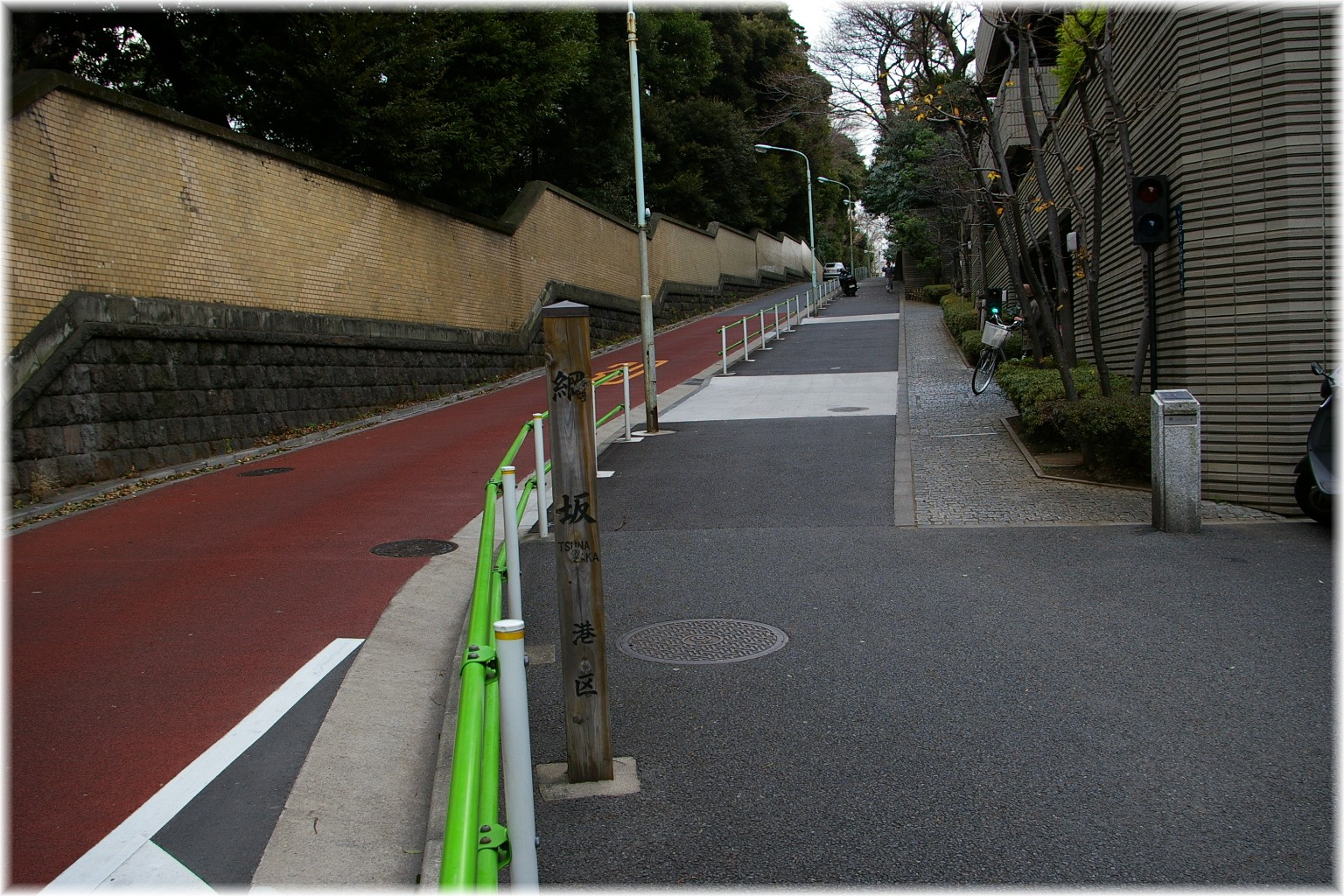
坂下より

幕末の綱坂。右手前は島原藩松平忠和 (島原藩主)中屋敷、その奥に伊予松山藩松平勝成中屋敷、左は会津藩松平容保下屋敷、その奥に佐土原藩島津忠寛上屋敷。フェリーチェ・ベアト撮影、1863年頃

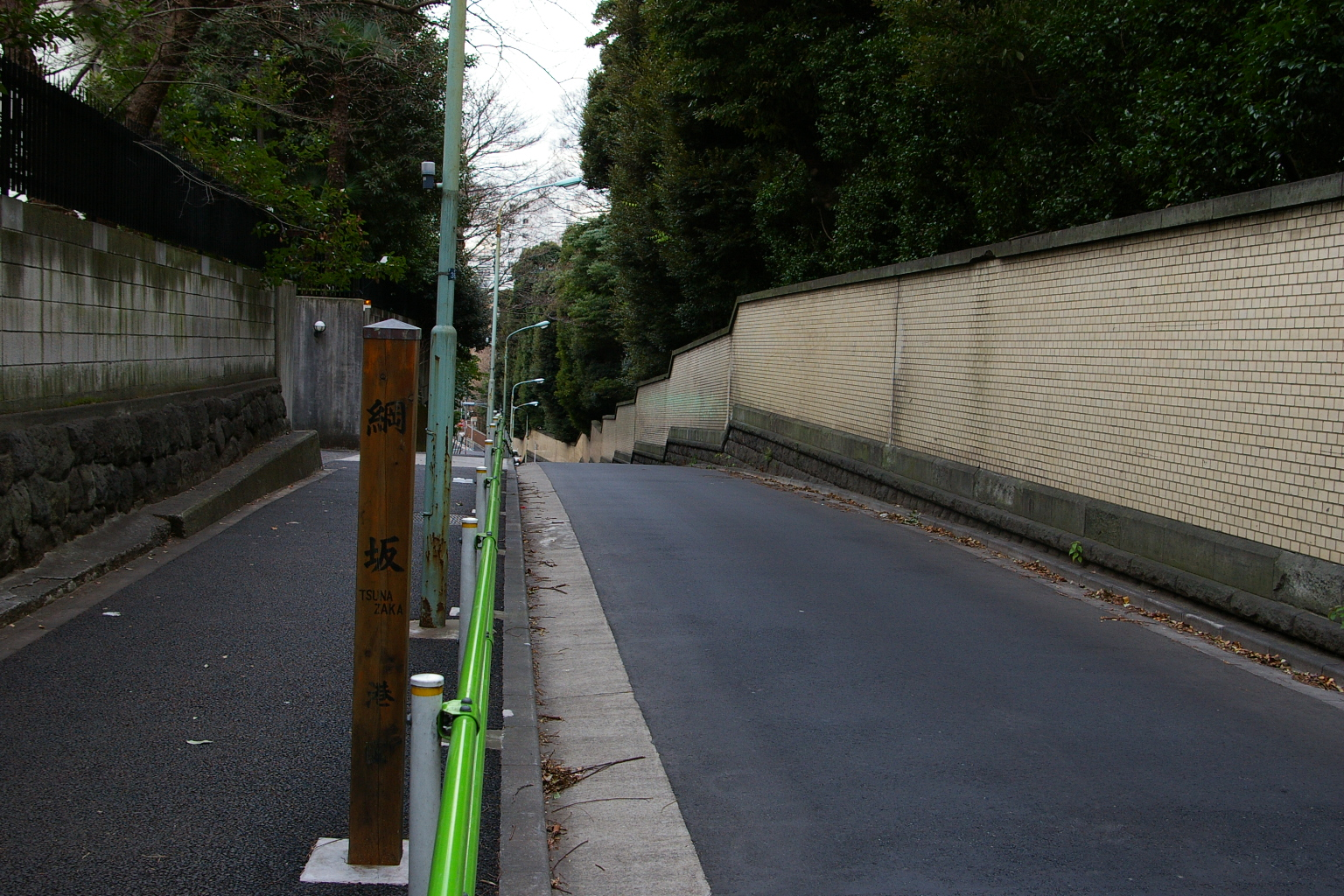
坂上より

綱坂（つなざか）は、東京都港区三田二丁目にある坂。三田綱坂（みたつなざか）、渡辺坂（わたなべざか）とも呼ばれる。北緯35度38分59秒 東経139度44分28秒 / 北緯35.649780634778274度 東経139.74120290381714度座標: 北緯35度38分59秒 東経139度44分28秒 / 北緯35.649780634778274度 東経139.74120290381714度
平安時代の武将、渡辺綱がこの付近で生まれた、という伝説があり、それが坂の名の由来となっている（なお、史実については諸説ある）。この坂の付近には渡辺綱にまつわるものが多く、綱の手引き坂、産湯を汲んだ井戸などがある。また、この付近はかつて三田綱町（みたつなまち、現在の三田二丁目）と呼ばれ、現在でもビルなどの名に「三田綱町」の名が残っている。
かつては、坂のふもとから見て右側に島原藩松平主税頭の中屋敷、左側に会津藩松平肥後守の下屋敷、坂の上方右側に伊予松山藩松平隠岐守の中屋敷、左側に佐土原藩島津淡路守の上屋敷があり、坂の行き止まりには綱の手引き坂と久留米藩有馬中務大輔の上屋敷があった。現在、坂の左側には綱町三井倶楽部、右側には慶應義塾大学と駐日イタリア大使館（元松平正義邸のち十五銀行）がある。

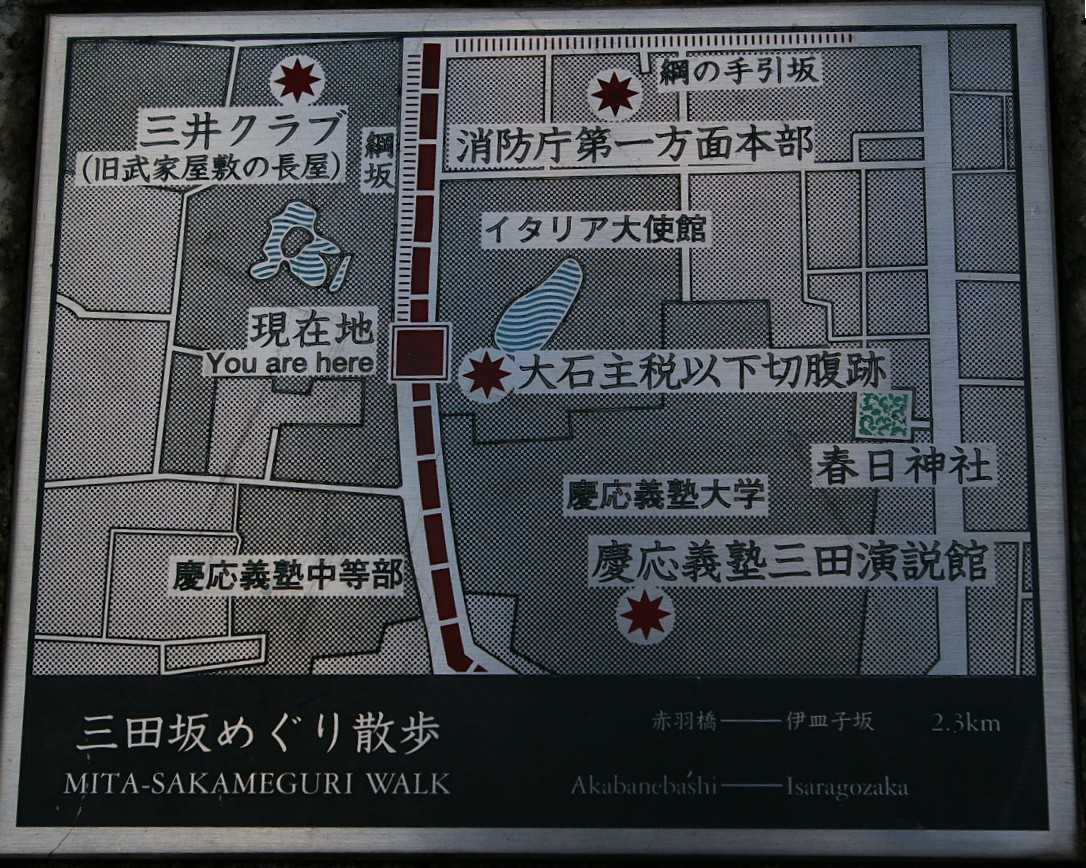
「三田坂めぐり散歩」掲示板
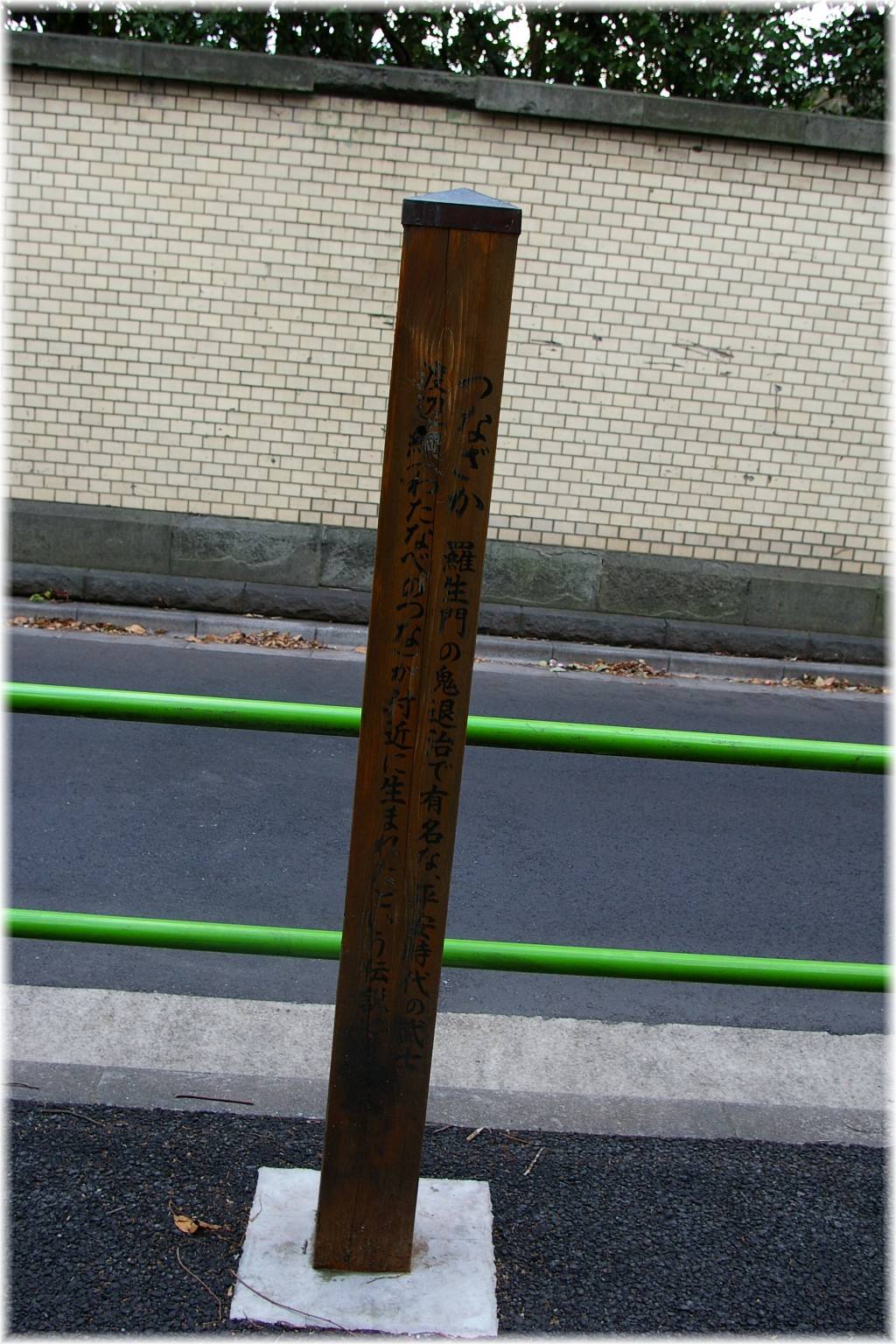
道標